# Xã Flora, Quận Boone, Illinois
Xã Flora (tiếng Anh: Flora Township) là một xã thuộc quận Boone, tiểu bang Illinois, Hoa Kỳ. Năm 2010, dân số của xã này là 2.981 người.